# TUI fly Nordic
TUI fly Nordic (voorheen: Britanniafly en daarvoor Britannia Nordic) is een Zweedse luchtvaartmaatschappij. Ze voert zowel lijn- als chartervluchten uit, voornamelijk naar vakantiebestemmingen.
TUI fly Nordic is een onderdeel van de grootste vakantievloot van Europa: samen met zes andere luchtvaartmaatschappijen behoort ze tot de TUI Airlines alliantie, dat een onderdeel is van de TUI Group, de grootste toerismegroep in Europa. TUI fly groepeert TUIfly Nordic, TUI fly (Nederland) (Nederland), TUI fly (België), Corsair International (Frankrijk), TUIfly (Duitsland) en TUI Airways (Verenigd Koninkrijk) met een vloot van meer dan honderd toestellen.
De chartervluchten vertrekken vanuit Zweden, Noorwegen, Finland en Denemarken en voeren passagiers die met touroperators Fritidsresor, Finnmatkat en Star Tour reizen naar bestemmingen in onder andere het Middellandse Zeegebied, de Canarische Eilanden, Egypte en Thailand.
De basissen van waaruit ze opereert zijn Gardemoen Airport, Oslo (OSL), Landvetter International Airport, Göteborg (GOT), Sturup Airport, Malmö (MMX), Arlanda Airport, Stockholm (ARN) en Bergen Airport (BGO)

## Geschiedenis
De maatschappij werd oorspronkelijk opgericht in 1985 om de chartervluchten van Transwede Airways uit te voeren. In 1996 werd het charterdeel overgenomen door de Zweedse touroperator Fritidsresor en veranderde de naam in Blue Scandinavia. Toen Britannia Airways in 1998 de controle overnam als gevolg van de overname van Fritidsresor door de toen Engelse toerismegroep Thomson werd de maatschappij omgevormd tot Britannia AB en later Britannia Nordic. In 2000 nam Preussag (nu TUI) de Thomson groep over en werd zo eigenaar van de maatschappij. Daardoor vloog de maatschappij ook niet meer onder de Engelse vlag; ze werd weer onder Zweedse vlag ondergebracht.
In november 2005 werd de naam herdoopt in Britanniafly ten gevolge van de nieuwe marketingstrategie van de groep die al zijn luchtvaartactiviteiten wil onderbrengen onder dezelfde merknaam: TUI fly. Zo vormde ze onderdeel van de grootste vakantievloot van Europa. Als resultaat werden alle TUI Airlines hernoemd, waarbij de naam van de belangrijkste touroperator waarvoor ze vlogen of de naam die het meest bekend was op de lokale markt werd gebruikt. Al de maatschappijen, met uitzondering van 'HLX.com, kregen de extensie -fly achter hun naam en werden herkenbaar aan de lichtblauwe romp en het rode TUI-logo op de staart. In mei 2006 werd ze omgedoopt tot TUIfly Nordic. In het geval van TUIfly Nordic staan soms de letters Fritidsresor op de romp, gezien dit hun grootste touroperator is.

## Vloot
De vloot bestond in november 2022 uit 4 toestellen: